# Cafés Maurice
 (août 2021).
La mise en forme du texte ne suit pas les recommandations de Wikipédia : il faut le « wikifier ».
Les points d'amélioration suivants sont les cas les plus fréquents. Le détail des points à revoir est peut-être précisé sur la page de discussion.
- Les titres sont pré-formatés par le logiciel. Ils ne sont ni en capitales, ni en gras.
- Le texte ne doit pas être écrit en capitales (les noms de famille non plus), ni en gras, ni en italique, ni en « petit »…
- Le gras n'est utilisé que pour surligner le titre de l'article dans l'introduction, une seule fois.
- L'italique est rarement utilisé : mots en langue étrangère, titres d'œuvres, noms de bateaux, etc.
- Les citations ne sont pas en italique mais en corps de texte normal. Elles sont entourées par des guillemets français : « et ».
- Les listes à puces sont à éviter, des paragraphes rédigés étant largement préférés. Les tableaux sont à réserver à la présentation de données structurées (résultats, etc.).
- Les appels de note de bas de page (petits chiffres en exposant, introduits par l'outil «  Source ») sont à placer entre la fin de phrase et le point final[comme ça].
- Les liens internes (vers d'autres articles de Wikipédia) sont à choisir avec parcimonie. Créez des liens vers des articles approfondissant le sujet. Les termes génériques sans rapport avec le sujet sont à éviter, ainsi que les répétitions de liens vers un même terme.
- Les liens externes sont à placer uniquement dans une section « Liens externes », à la fin de l'article. Ces liens sont à choisir avec parcimonie suivant les règles définies. Si un lien sert de source à l'article, son insertion dans le texte est à faire par les notes de bas de page.
- La présentation des références doit suivre les conventions bibliographiques. Il est recommandé d'utiliser les modèles {{Ouvrage}}, {{Chapitre}}, {{Article}}, {{Lien web}} et/ou {{Bibliographie}}. Le mode d'édition visuel peut mettre en forme automatiquement les références.
- Insérer une infobox (cadre d'informations à droite) n'est pas obligatoire pour parachever la mise en page.

Pour une aide détaillée, merci de consulter Aide:Wikification.
Si vous pensez que ces points ont été résolus, vous pouvez retirer ce bandeau et améliorer la mise en forme d'un autre article.
Cafés Maurice est une entreprise spécialisée dans la torréfaction et la vente de cafés créée en 1875 par Marc Maurice Levy. L'entreprise est basée dans la ville de Toulon et exerce son activité en France métropolitaine.

## Historique

### Création
L’entreprise des Cafés Maurice est créée en 1875 à Port-au-Prince, Haïti par Marc Maurice Levy, un juif d'origine Alsacienne. Il base son activité sur la culture de café vert puis sur la torréfaction.À son retour en France avec sa femme et ses deux fils, il ouvre une unité de torréfaction à Toulon et une boutique de vente de cafés torréfiés, de sucre et de chocolat situé sur le Cours Lafayette.L’affaire se développe grâce à la vente de cafés torréfiés. L'entreprise étend ses activités dans le Var puis les départements voisins. Le fondateur Marc Maurice Levy ouvre entre 1920 et 1934 de nombreux dépôts-vente en France,,.

### Expansion
En 1934, Cafés Maurice construit sa première usine au cœur de Toulon, rue Marcel Castié. D’importantes machines de torréfaction et de paquetage sont installées afin d’atteindre les 10 000 tonnes de café torréfié par an. Un important réseau logistique se met en place entre l’usine de Toulon et les différents dépôts situés dans les autres régions.

### Seconde Guerre mondiale
Le rationnement du café durant la guerre induit des problèmes d’approvisionnement. Les activités de l'entreprise sont mises entre parenthèses durant cette période.

### Les trente glorieuses
Au début des années 1950, l'entreprise Cafés Maurice obtient un brevet sur le principe de mise du vide du café moulu en boite. Cette innovation permet à l'entreprise de s'adapter au marché et à ses spécificités. En 1961, le petit-fils de Marc Maurice Levy, Jean-Claude Maurice, prend la tête de l’entreprise. De nombreuses transformations sont mises en œuvre. Pierre Bellemare et Pierre Tchernia réalisent avec les Frères ennemis pour les Cafés Maurice la première campagne de publicité d'un café à la télévision. Dans les années 1970 une chaîne automatisée de torréfaction est mise en place tout comme une chaîne automatique de paquetage et de production du café moulu sous vide.

### Disparition puis renaissance
L’entreprise Cafés Maurice dépose son bilan en 1982 et Jean-Claude Maurice se retire des affaires. 
En février 2011, Boris Touaty, descendant des fondateurs et dirigeants de l’entreprise, publie le livre : « Cafés Maurice, une saga toulonnaise »,.
En octobre 2020, s'inspirant de cet héritage familial, Boris Touaty relance l'activité des Cafés Maurice fondée par son arrière-arrière-grand-père en 1875. Un premier atelier-boutique de torréfaction, vente et dégustation est ouvert dans la ville de Toulon, place Camille Ledeau,,,. Ensuite, l'entreprise annonce son lancement en franchise,  et ouvre de nouvelles boutiques à Sanary-sur-Mer et le quartier Mourillon à Toulon,.
En septembre 2024, l'entreprise collabore avec le Rugby Club Toulonnais pour faire sortir un café aux couleurs du club. Il a été intitulé "Le RCT",.